# Euceros latitarsus
Euceros latitarsus là một loài tò vò trong họ Ichneumonidae.